# Sébastien Cagnoli
Pour les articles homonymes, voir Cagnoli.
Sébastien Cagnoli, né à Nice le 12 décembre 1976, est un traducteur et écrivain français.

## Œuvres
Sébastien Cagnoli a d'abord publié quelques nouvelles, notamment Zéro, Prix du jeune écrivain de langue française en 2001 (3e prix), et Le mur en 2005. Dans le registre dramatique, on peut mentionner Confusions, trois pièces brèves, chacune pour deux comédiens (dont Kaneru) ; et Corps et pouvoir de l'ange du potager, une pièce créée en 2004 au Salon d'automne à Paris (dans une mise en scène de Sophie Muller). Son poème épique et oulipien Espars (éd. Le Ver à Soie, 280 p., Prix Méditerranée poésie 2023) introduit la notion de "mètre irrationnel",,. 
Ses traductions de l'anglais les plus notables explorent le théâtre de Philip Ridley (notamment Vincent River), de Thornton Wilder, ou encore de William Congreve (Le double jeu), ainsi que les vers du poète A.E. Housman. Ces derniers sont souvent cités dans des romans (notamment Aux douze vents du monde d'Ursula K. Le Guin, qui en tire son titre français, ou encore L'accident de chasse de Carlson & Blair, prix Ouest-France-Quai des bulles 2020 et fauve d'or au festival d'Angoulême 2021), au cinéma (Of Time and the City de Terence Davies, Festival de Cannes 2008), dans des programmes de concert, etc. 
Sébastien Cagnoli est surtout actif dans le domaine de la littérature finnoise. Ses traductions de poèmes de Uuno Kailas (en) ont fait l'objet d'une publication en recueil (La poussière d'or sous nos pas, éd. Riveneuve, 2006) et de conférences et concerts en Europe, et ont inspiré au compositeur niçois Henri-Claude Fantapié une suite de mélodies trilingue (finnois, niçois, français) intitulée Les sots et les sages. Ses traductions de poésie finnoise incluent par ailleurs des textes de Caj Westerberg (en) composés spécifiquement pour des projets du photographe Pentti Sammallahti (Les oiseaux, Chambres).  
Sa carrière dans le genre romanesque a commencé avec Daniel Katz (La mort d'Orvar Klein puis L'amour du lion berbère, éd. Gaïa), avant de connaître un grand succès avec Sofi Oksanen (Les vaches de Staline, Baby Jane (fi), Purge, Quand les colombes disparurent (fi), Norma (fi), Le parc à chiens, éd. Stock). En 2010, Purge est récompensé par le prix du roman Fnac (c'est alors la première fois que ce prix est attribué à un roman traduit) et par le prix Femina étranger ; parallèlement, ce roman est distingué par le grand prix de littérature du Conseil nordique, décerné par l'Académie suédoise, dont les membres ne lisent généralement pas le finnois mais les traductions disponibles dans d'autres langues, notamment le français. Leur collaboration se poursuit avec la pièce de théâtre Purge (antérieure au roman homonyme) et le livret de l'opéra Innocence (musique de Kaija Saariaho). En outre, en collaboration avec l'écrivain niçois Miquèl de Carabatta, Sébastien Cagnoli a participé à l'élaboration d'une version niçoise du roman Kun kyyhkyset katosivat (Quand les colombes disparurent), sous le titre Quora despareissèron lu colombs. Comme Les vaches de Staline et Purge, ce roman explore l'histoire récente de l'Estonie. 

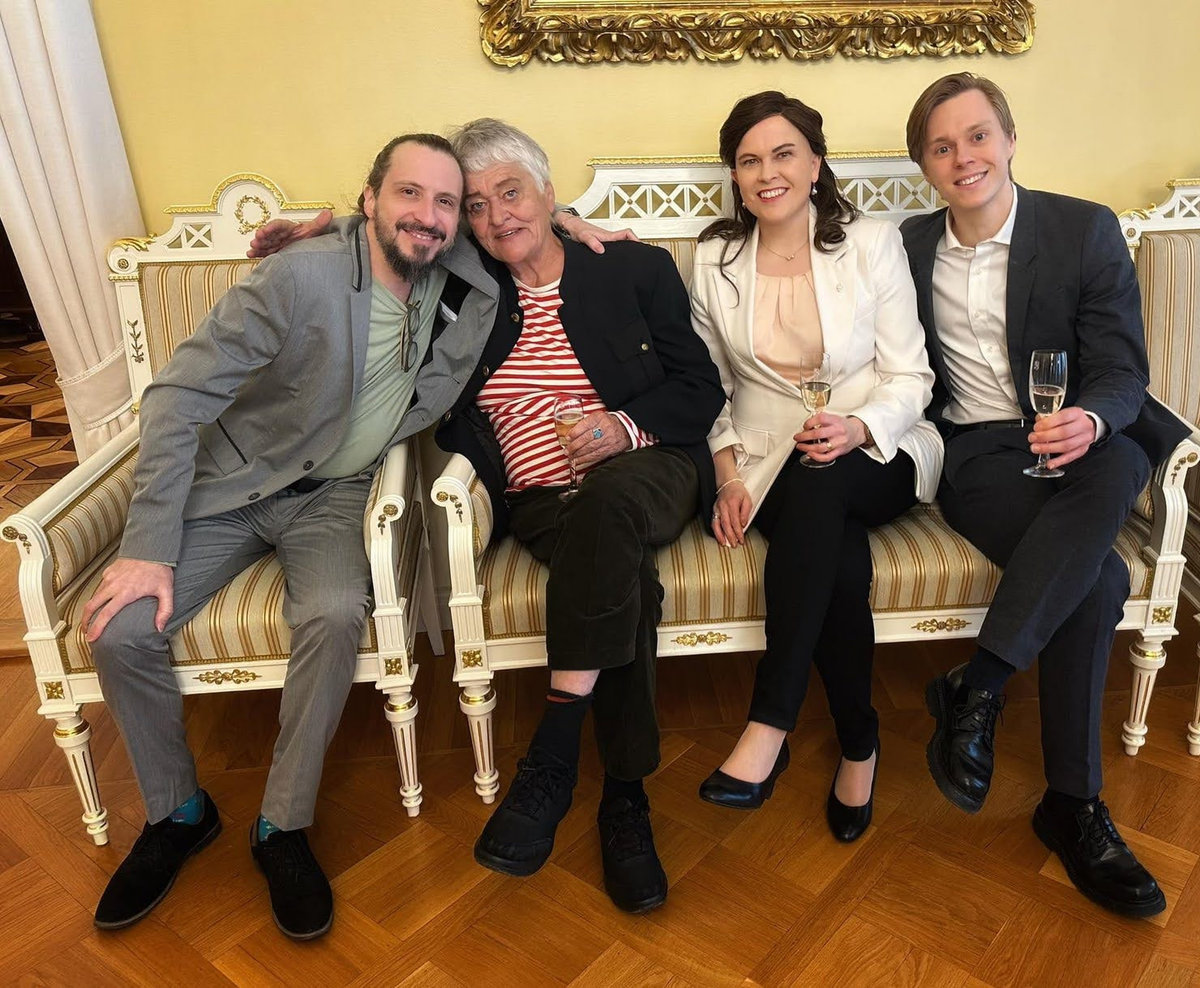
Avec Pirkko Saisio, la ministre des Sciences et de la Culture de Finlande Mari-Leena Talvitie, ainsi que le danseur-chorégraphe Atte Kilpinen, dans les salons du gouvernement finlandais en 2025.

Parmi les autres traductions de prose finnoise, on peut citer des romans de Katja Kettu (La sage-femme et Le papillon de nuit, éd. Actes Sud), de Jussi Valtonen (Ils ne savent pas ce qu'ils font, éd. Fayard), de Karo Hämäläinen (fi) (Une soirée de toute cruauté, éd. Actes Sud), d'Antti Rönkä (fi) (Sans toucher terre, éditions Rivages) et de Miki Liukkonen (O, Le Castor Astral, 2021) ; quelques romans « jeunes adultes » de Salla Simukka (en) (trilogie Je m'appelle Lumikki, éd. Hachette, 2014-2015) et de Seita Vuorela-Parkkola (Le récif, Actes Sud Junior) ; ainsi que du théâtre de Mika Waltari. C'est à lui que les éditions Robert Laffont confient le soin de traduire la Trilogie de Helsinki, cycle autobiographique de Pirkko Saisio.  
Également dans l'espace linguistique fennique, il a publié un volume bilingue de poésie vepse (Les chants des forêts de Nikolai Abramov) et obtenu un prix de traduction poétique de l'estonien vers le français, décerné par l’Inalco et l’Ambassade d’Estonie en France en 2020. 
À partir du finnois et de l'estonien, langues non indo-européennes d'Europe, Cagnoli s'est tourné vers d'autres langues de la même famille, en particulier le komi, et a publié des traductions de poèmes épiques de Mikhaïl Lebedev (ru) et de Vassili Lytkine (ru) (Kört Aïka et autres légendes komies, éd. Adéfo, 2010) et des poèmes de Veniamin Tchistalov (ru), Guennadi Iouchkov (ru), Albert Vaneïev (ru), Vladimir Timine (ru) et Alexandre Chebyrev (kv) ; ainsi que du théâtre de Victor Savine (ru), Veniamin Tchistalov et Alexeï Popov (ru) (Les cornes).  
Chercheur en sciences humaines et sociales, Sébastien Cagnoli étudie notamment les littératures et sociétés de langues finno-ougriennes, ainsi que l'histoire du pays niçois. Son ouvrage Lever de rideau sur le pays komi constitue une synthèse de dix ans de recherches et établit des rapprochements entre ces deux sujets qui, au premier abord, pouvaient paraître fort éloignés. Depuis 2008, il est membre du bureau de l'Association pour le développement des études finno-ougriennes (Adéfo, Paris), qui publie notamment la revue Études finno-ougriennes. 
Pour Sébastien Cagnoli, le métier de traducteur est comparable « à celui de l’architecte, à la fois artiste et ingénieur : on produit des œuvres d’art, on procure des émotions, tout en effectuant des calculs complexes pour obéir à de sévères contraintes techniques ».
En 2025, le gouvernement finlandais lui décerne le prix d’État de la traduction pour l’ensemble de son œuvre. Son discours de réception est un acrostiche sur le premier quatrain du Kalevala. 

## Anecdote
Deux livres traduits en français par Sébastien Cagnoli figurent ensemble dans le palmarès des "25 chefs-d’œuvre de la littérature mondiale qui vont marquer le XXIe siècle" établi par Télérama en 2025 : O de Miki Liukkonen (17e position) et Purge de Sofi Oksanen (20e position, ex æquo avec La plus secrète mémoire des hommes de Mohamed Mbougar Sarr).

## Prix et distinctions
- Prix du jeune écrivain, 3e en 2001, pour Zéro[17].
- Prix de l'œuvre dramatique décerné par la Compagnie des écrivains méditerranéens en 2002, pour Kaneru.
- Prix Gaston Baissette de la nouvelle décerné par la Compagnie des écrivains méditerranéens en 2005, pour Le mur.
- Prix "Мича коми кыв" décerné par l'association Komi Vojtyr (kv) en 2009, dans la catégorie "Коми кыв велöдöмын ыджыд воськов вöчöмысь" ("Grands accomplissements dans l'étude de la langue komie")[18].
- Résidence de traduction littéraire au Helsinki Collegium for Advanced Studies, septembre à décembre 2015[19].
- Prix de traduction poétique de l'estonien vers le français (Inalco et Ambassade d’Estonie en France), 1er ex æquo en 2020, pour J'ai connu deux gros cailloux d'Ellen Niit[8].
- Finaliste du Prix de la traduction Inalco-Vo/Vf en 2022, pour le roman d'Antti Rönkä Sans toucher terre[20].
- Prix Méditerranée poésie 2023 pour Espars[21] ; également en première sélection pour le Grand Prix de poésie 2024 de la Société des gens de lettres.
- Prix d’État de la traduction (Finlande) en 2025 pour l’ensemble de son œuvre[13][22].